# Wilhelm von Rubruk
Wilhelm von Rubruk (* zwischen 1215 und 1220 in Rubrouck, in der Nähe von Cassel, Französisch-Flandern; † um 1270) war ein Franziskaner und Forschungsreisender, der als einer der ersten Europäer die Kultur der Mongolen studierte.

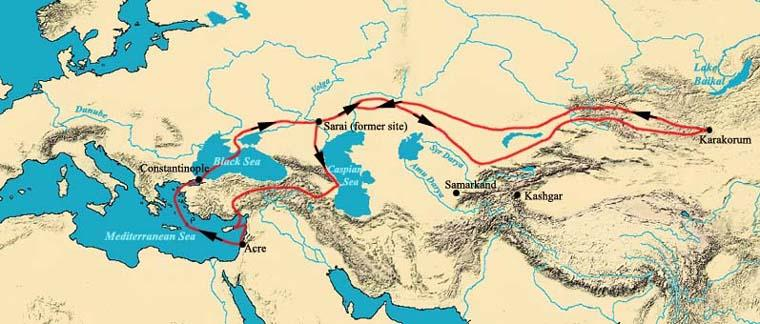
Gesamtverlauf der Reiseroute Wilhelm von Rubruks

## Namensvarianten
Der Name ist in verschiedenen Schreibweisen überliefert, die durch Transkriptionen in verschiedene Sprachen bedingt sind:
Wilhelm von Rubruk,
Wilhelm von Ruysbroeck,
Wilhelm von Ruysbroek,
Guilelmus de Ruysbroek,
William Rubruquis,
Willem van Ruysbroek,
Willelmus de Rubruk,
William von Roebruk,
William of Rubruck,
William Rubruquis,
Guilelmus de Rubruc,
Wilhelm von Rubruck,
Willem van Ruysbroeck,
Guillaume de Rubrouck,
Gulielmus de Rubruquis,
Guillaume de Rubruquis,
Willem van Ruusbroec.

## Frühes Leben
Der Flame trat bereits in jungen Jahren den franziskanischen Minderbrüdern bei, studierte in Paris und reiste 1248 im Gefolge König Ludwigs IX. ins Heilige Land, wo er vier Jahre in Akkon verweilte.

## Auf Mission zum Großkhan

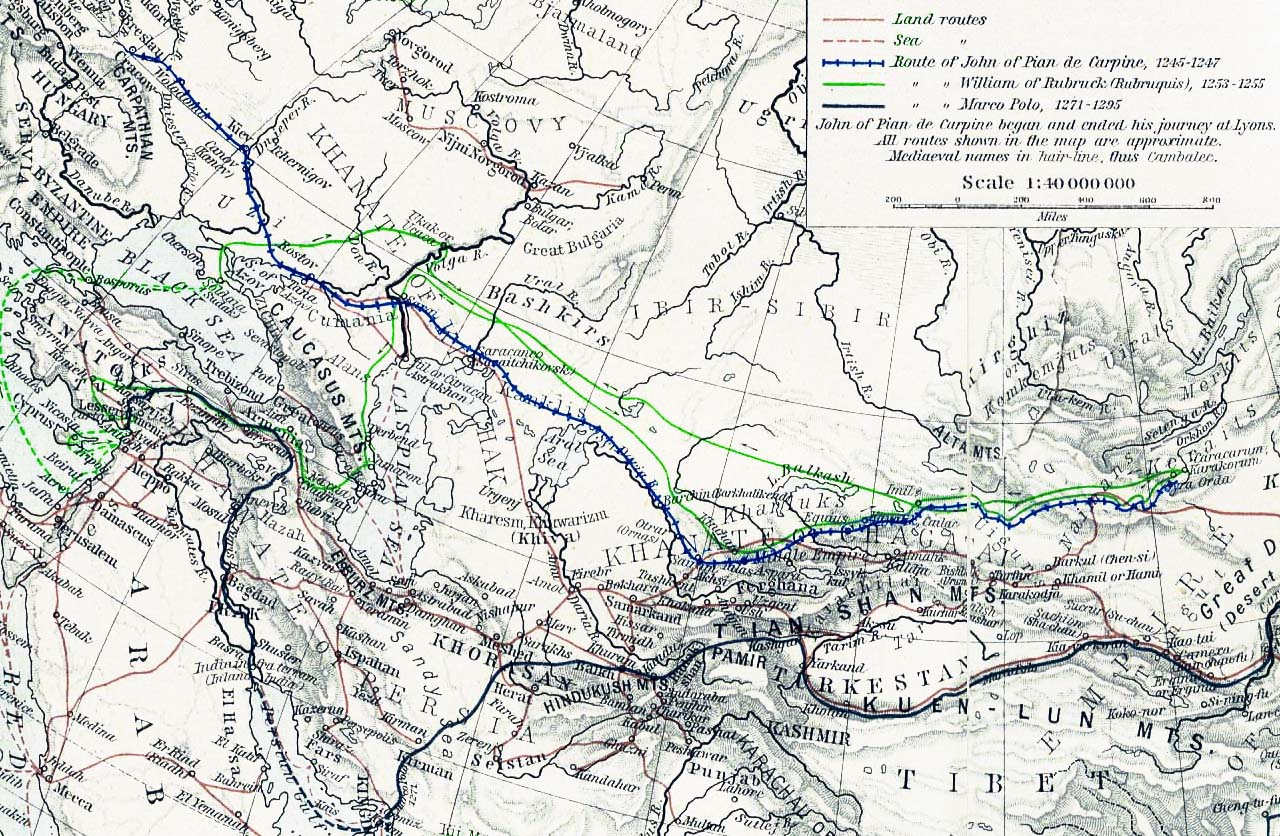
Teilausschnitt der Reiseroute Wilhelm von Rubruks (grün)

1252 schließlich trat er im Auftrag des Königs Ludwig IX. (Frankreich) eine Reise in den Fernen Osten an. Rubruk reiste zuerst nach Konstantinopel, von wo er am 7. Mai 1253 gemeinsam mit Ordensbruder Bartholomäus von Cremona, einem Dolmetscher und einem Diener nach Zentralasien aufbrach. Bereits vor ihm waren andere Gesandtschaften zu den Mongolen geschickt worden, beispielsweise Johannes de Plano Carpini im Jahr 1245 und André de Longjumeau im Jahr 1249. Wilhelm von Rubruk bereitete sich auf seine Reise mit Berichten von Händlern und Gesandten vor, wie eben mit dem Reisebericht von André de Longjumeau, welchen er auch persönlich traf.

### In Karakorum
Nach abenteuerlicher Reise erreichten sie am 27. Dezember 1253 (nach anderen Quellen im April 1254) die mongolische Hauptstadt Karakorum. Dort durften sie sich mit Erlaubnis des damaligen Großkhans Möngke Khan (Mangu) etwa ein halbes Jahr lang an dessen Hof aufhalten. Dieser dritte Nachfolger des Dschingis Khan empfing sie am 4. Januar 1254 in Audienz.
In religiöser, politischer und diplomatischer Hinsicht war Wilhelms Reise eine große Enttäuschung, denn entgegen den Erwartungen Ludwigs IX. hatte der Großkhan mit seiner toleranten Einstellung anderen Religionen und Kulturen gegenüber keinerlei Interesse daran, die westliche Christenheit im Kampf gegen den Islam und bei dem Versuch einer Wiedereroberung des Heiligen Landes zu unterstützen, nachdem das Königreich Jerusalem in der Schlacht von Hattin 1187 an die Muslime gefallen war. Hinsichtlich der Erwartungen des Papstes trafen Wilhelm und sein Glaubensbruder zwar auf im Einflussbereich des Mongolenreiches lebende Christen, doch eine weitere Missionierung der Mongolen erschien ihnen nicht erfolgversprechend. Er selbst nutzte den Aufenthalt zu interreligiösen Diskussionen mit Buddhisten, Moslems und Nestorianern.

### Rückreise

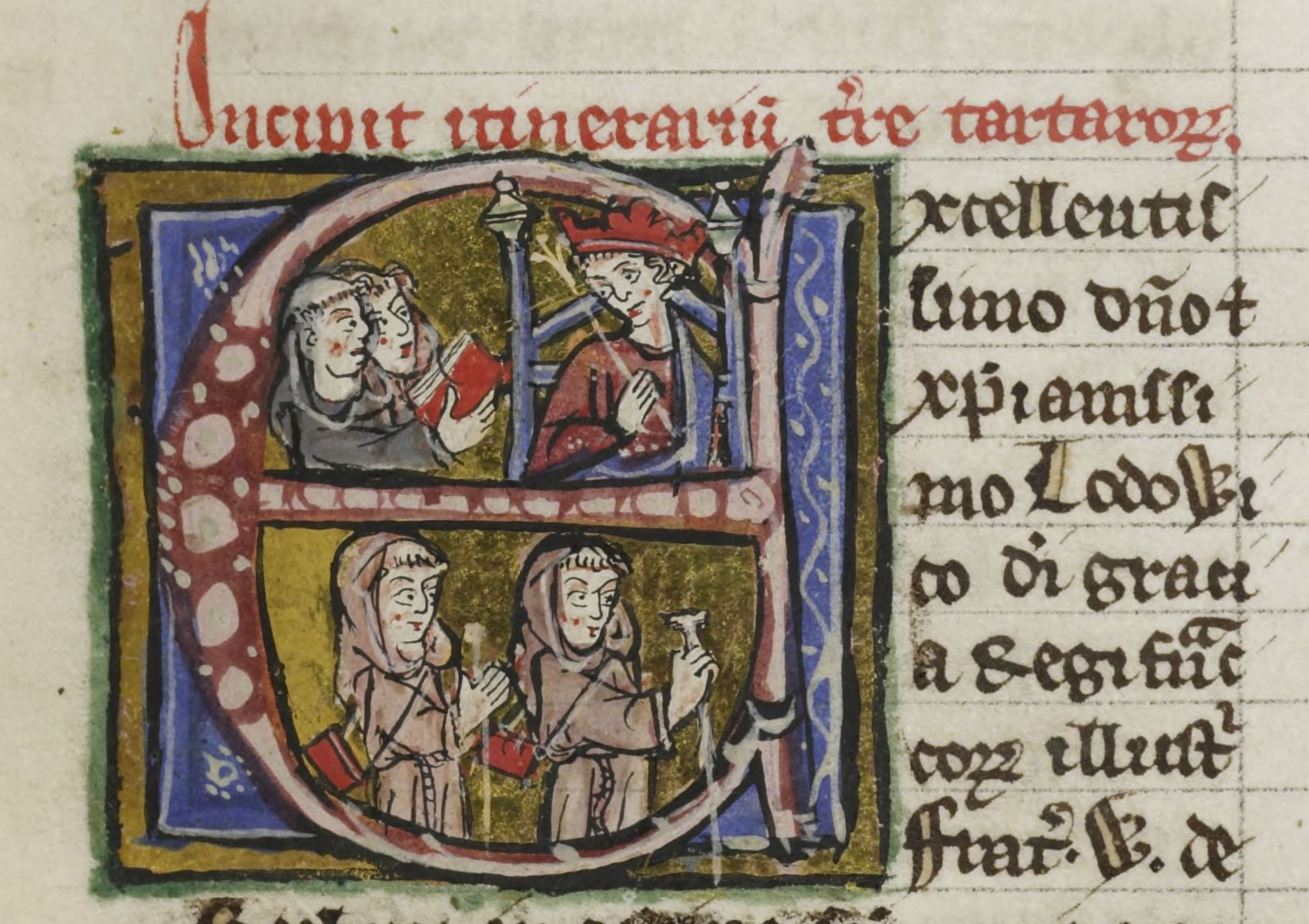
Illustrierte Initiale aus einer Handschrift des 14. Jahrhunderts von Wilhelm von Rubruks Itinerarium.

Im Frühjahr 1255 verließ Wilhelm von Rubruk Karakorum, kehrte 1255 nach Zypern zurück, wo er den französischen König auf Grund dessen vorheriger Abreise nicht mehr antraf, und kam danach am 15. August 1255 in Tripolis bei Beirut an. Dort ließen ihn seine Ordensoberen nicht zu seinen Auftraggebern nach Rom oder Frankreich weiterreisen, sondern betrauten ihn mit der Aufgabe eines Lektors der Theologie in Akkon. In Akkon diktierte er seinen Reisebericht Itinerarium Willelmi de Rubruc in Form eines Briefes an den französischen König und ließ ihn durch Gosset, einen seiner Begleiter, diesem überbringen. Er wird in der Forschung als grundsätzlich zuverlässiger Bericht betrachtet.
Um 1257 befand sich Wilhelm wieder in Paris, weitere Lebensdaten sind nicht bekannt.
Mitte des 14. Jahrhunderts griff Jean de Mandeville für seine fiktiven „Reisen“ unter anderem auf die Berichte von Wilhelm von Rubruk zurück.

## Kritische Ausgabe
- Willem van Ruysbroeck, Paolo Chiesa: Viaggio in Mongolia: (Itinerarium) (= Scrittori greci e latini.).  Fondazione Lorenzo Vall; Arnoldo Mondadori editore; Rom/ Mailand 2011, ISBN 978-88-04-60425-9.
- Wilhelmus Rubruquensis: Itinerarium ad partes orientales. In: Anastasius van den Wyngaert (Hrsg.): Sinica Franciscana. Band 1: Itinera et relationes Fratrum Minorum saeculi XIII et XIV. Apud Collegium S. Bonaventurae, Firenze 1929, S. 164–332.

## Deutsche Übersetzungen
- Der Bericht des Franziskaners Wilhelm von Rubruk über seine Reise in das Innere Asiens in den Jahren 1253/1255. Erste vollständige Übersetzung aus dem Lateinischen. Herausgegeben und bearbeitet von Hermann Herbst, Griffel-Verlag, Leipzig 1925.
- Wilhelm von Rubruk: Reise zu den Mongolen 1253–1255. übersetzt und erläutert von Friedrich Risch. (= Veröffentlichungen des Forschungsinstituts für Vergleichende Religionsgeschichte an der Universität Leipzig. Reihe 2, Heft 13). Deichertsche verlags-buchhandlung, Leipzig 1934.
- Wilhelm von Rubruk: Reisen zum Grosskhan der Mongolen: von Konstantinopel nach Karakorum 1253–1255. Neu bearbeitet und herausgegeben von Hans Dieter Leicht. Edition Erdmann, Wiesbaden 2012, ISBN 978-3-86539-833-8.
- Hans D. Leicht (Hrsg.), Wilhelm von Rubruk: Beim Grosskhan der Mongolen. 1253–1255 (= Alte abenteuerliche Reiseberichte.). Erdmann, Lenningen 2003, ISBN 3-86503-003-3.

### Fachliteratur
- C. Raymond Beazley, Richard Hakluyt(Hrsg.): The texts and versions of John de Plano Carpini and William de Rubruquis: as printed for the first time by Hakluyt in 1598, together with some shorter pieces (= Extra series. (Hakluyt Society) Band 13). Printed for the Hakluyt Society, London 1903; Reprint 1967.
- Maria Bonewa-Petrowa: Rubrucks Reisebeschreibung als soziologische und kulturgeschichtliche Quelle. In: Philologus. Nr. 115, 1971, S. 16–31.
- Guillaume de Rubrouck: Voyage dans l’empire mongol. Payot, Paris 1985, ISBN 2-228-13670-0.
- Marina Münkler: Erfahrung des Fremden. Die Beschreibung Ostasiens in den Augenzeugenberichten des 13. und 14. Jahrhunderts. Akademie-Verlag, Berlin 2000, ISBN 3-05-003529-3, (auszugsweise bei Google-book).
- Solange Marin:  Rubrouck ou Rubroek Guillaume de (1215 env.-apr. 1295). In: Encyclopédia Universalis. Société d’édition Encyclopædia Universalis, Paris 2001 (auszugsweise online in Französisch).
- Peter Bruns: „Doch wegen der Ehre des Kreuzes standen wir zusammen...“ Östliches Christentum im Itinerar des Wilhelm von Rubruk (1253–1255). In: Zeitschrift für Kirchengeschichte. 2002, Band 113, Heft 2, S. 147–171.

### Romane
- Peter Berling hat Wilhelm von Rubruk (unter dem Namen William von Roebruk) und dessen Reisebericht für seine Pentalogie über die „Kinder des Gral“ (Die Kinder des Gral, Das Blut der Könige, Die Krone der Welt, Der schwarze Kelch, Der Kelim der Prinzessin) zur Vorlage genommen.

### Biografien
- Friedrich Ratzel: Rubruk, Wilhelm von. In: Allgemeine Deutsche Biographie (ADB). Band 29, Duncker & Humblot, Leipzig 1889, S. 432–434.
- Helmut Feld: WILHELM von Rubruk. In: Biographisch-Bibliographisches Kirchenlexikon (BBKL). Band 13, Bautz, Herzberg 1998, ISBN 3-88309-072-7, Sp. 1268–1270 (Artikel/Artikelanfang im Internet-Archive).

### Französischsprachige Links
- Les voyageurs occidentaux chez les Mongols au XIII siècle: La découverte de l’Autre, Sylvie Le Bel, 2000 (Memento vom 16. April 2004 im Internet Archive)
- L'association Guillaume de Rubrouck
- Zugriff auf die französische Version des Reiseberichts über Wikisource

### Englischsprachige Links
- vollständiger Text des Reiseberichts in Latein und Englisch von der Universität Adelaide
- Im Geburtsort von Wilhelm von Rubruck Cassel wird eine kleine Dauerausstellung über den Entdecker gezeigt das Maison Guillaume de Rubrouck
- „William of Rubruck’s Account of the Mongols“